# Utkasana
Utkásana dêvanágarí उत्कासन IAST utkāsana, também é chamado de utkatásana dêvanágarí उत्कटसन IAST utkaṭasana. É uma posição de agachamento do ioga .
Utka é a contração de utkata. Kaṭa faz referência as ancas ou aos quadris, ud é um prefixo usado para dar a ideia de para cima, elevar. No sânscrito há regras de encontros consonantais e vocálicos chamado sandhi que fazem com que D+K torne-se TK por isso utkata ou em sua contração utka. Literalmente quer dizer "elevar os quadris" fazendo referência a posição que eles ficam nas variações preliminares.
Utka é traduzido simplificadamente como agachar.

## Execução
Na variação samasthiti (sama: constante, sthiti: sem cair) eleve os braços acima da cabeça, deixando-a tombar para trás. Flexione os joelhos sem tirar os calcanhares do chão fazendo uma retroflexão com a coluna. É importante que os ombros e quadris fiquem na mesma linha não deixando o tronco inclinar para frente ou para trás.
Nas variações agachadas, continue descendo até ficar de cócoras sem tirar os calcanhares do chão. Caso a flexibilidade dos pés não permita abaixar muito, vá até o ponto em que sinta que os calcanhares ainda ficam no solo.

## Galeria
- Samasthiti UtkásanaSamasthiti Utkásana
- Páda utkásanaPáda utkásana
- Pádôtthita UtkásanaPádôtthita Utkásana
- Badha Vakra Utkásana outro nome: Pasasana